# Hassan Nazari
Hassan Nazari ( em língua persa: حسن نظری), (Abadã, 19 de agosto de 1956 ) é um antigo futebolista iraniano. Nazari jogava na posição de defesa.

## Carreira
Começou a sua carreira em clubes da sua cidade natal como o 'Sepah Abadan' e Sanat Naft. Deu um salto significativo na sua carreira quando foi transferido para uma das melhores equipas do Irão/Irã o Taj. Quando tinha apenas 19 anos foi convocado pela primeira vez para a Seleção Iraniana de Futebol. Participou nos Jogos Asiáticos em 1976, realizados em Teerã/Teerão que o Irão venceu, mais tarde participou nos Jogos Olímpicos de 1976, onde o Irão atingiu os quartos de final. Participou também na Copa do Mundo de 1978, realizada na Argentina. Terminou a sua carreira internacional com 35 jogos e um golo. Após a revolução de 1979, partiu para o Al-Ahli dos Emirados Árabes Unidos, mais tarde partiu para o Catar, onde terminou a sua carreira como profissional .

## Após a carreira
Depois de abandonar a carreira partiu para os Estados Unidos da América, onde obteve a licença de treinador. Envolveu-se no Dallas Tornado & Storm soccer Club Mais tarde criou o Dallas Texans Soccer Club, que é uma bem sucedida equipa de juniores. Casou com uma americana e vive na actualidade em Dallas, no Texas.